# Emma Tonegato
Emma Kate Tonegato (Wollongong, 20 marzo 1995) è una sportiva multidisciplinare australiana, attiva nel rugby a VII, nel quale è olimpionica, e nel rugby a XIII.

## Biografia
Formatasi nel rugby a XIII, Tonegato disputò nel 2012 a 17 anni la sua prima sfida interstatale tra le rappresentative di tale disciplina di Queensland e Nuovo Galles del Sud con la maglia di quest'ultima; passò tuttavia poco dopo al VII per via della possibilità di competere alle olimpiadi.
Con la nazionale a VII del suo Paese debuttò nel novembre 2013 al World Series femminile a Dubai, guadagnando la qualificazione al torneo olimpico 2016 di Rio de Janeiro e successivamente vincendo la medaglia d'oro in detta manifestazione, realizzando anche una meta nella finale contro la Nuova Zelanda.
Prese anche parte  Giochi del Commonwealth del 2018 in cui l'Australia conquistò l'argento, e al torneo olimpico di Tokyo nel 2021, dove la squadra giunse quinta.
Dal 2022 è nuovamente attiva nel rugby a XIII nelle file del Saint George - Illawarra.